# Ratomir (władca słowiański)
Ratomir – ok. 700 r. legendarny władca południowosłowiański, syn Bladina. Według kronik ten, który był wrogiem chrześcijańskiego imienia, burzącym ich miasta i kościoły (u Duklanina ten, który wielce prześladował na Bałkanach chrystian – na tyle skutecznie, że ci zmuszeni byli uciekać i ukrywać się w najbardziej niedostępnych ostępach górskich – mający wówczas u samych chrześcijan miano złego i okrutnego, a w najlepszym razie niezmiernie surowego). Podobne stanowisko reprezentowali po nim kolejno, czterej jego synowie. 
Część badaczy w ślad za M. Hadžijahićiem identyfikuje go z Ratimirem, władcą Chorwacji panońskiej w latach 829-838.